# Al-Karak (Syria)
Al-Karak (arab. الكرك) – miejscowość w Syrii, w muhafazie Dara. W 2004 roku liczyła 10 510 mieszkańców.